# یواس‌اس لمار (پی‌سی‌ئی-۸۹۹)
یواس‌اس لمار (پی‌سی‌ئی-۸۹۹) (به انگلیسی: USS Lamar (PCE-899)) یک کشتی بود که طول آن ۱۸۴ فوت ۶ اینچ (۵۶٫۲۴ متر) بود. این کشتی در سال ۱۹۴۳ ساخته شد.